# Cercle Artístic de Manresa
Cercle Artístic de Manresa és una entitat manresana dedicada al foment de les belles arts. Fundada l'any 1924 per un grup de pintors i artistes manresans entre els qui podem esmentar a Evarist Basiana i Arbiell, Ramon Salisi Bonastre… El Cercle ha organitzat nombroses exposicions al llarg de tots aquests anys. Amb més de tres-cents socis, l'entitat promou i difon l'art i l'obra dels artistes de la comarca del Bages.

## Presidents
- Avel·lí Fornells
- Evarist Basiana i Arbiell
- Andreu Argelich i Lladó
- Miquel Puig-Faura
- Joan Baltiérrez i Marià
- Lluís Maria Puig i Vila Masana
- Jesús Borràs i Vidal
- Dr. Alfons Peidro i Montllor
- Dr. Antoni Marc i Salas
- Josep Soler i Montferrer
- Andreu Descals i Codina
- Antolí Bausili i Mas
- Antoni Prat i Egea
- Rafael Font i Roselló
- Rafael López i Pozo
- Antoni Badia
- Carles Esclusa
- Eduard de Pobes[2]